# Kyle Sweet
Kyle Matthew Sweet (* 31. Dezember 1996) ist ein ehemaliger US-amerikanischer American-Football-Spieler auf der Position des Wide Receivers.

## Werdegang
Sweet besuchte von 2012 bis 2014 die Santa Margarita Catholic High School. Im Football-Team der Eagles wurde er teilweise als Quarterback und Cornerback eingesetzt, entwickelte sich aber schließlich als Wide Receiver zum Stammspieler. Neben drei Berufungen in das All-League und zwei in das All-County Team wurde er nach seiner Senior-Saison auch in das vierte All-California Team gewählt. Als Drei-Sterne-Rekrut verpflichtete sich Sweet 2015 für die Washington State University, an der er unter Head Coach Mike Leach für die Cougars in der Pacific-12 Conference spielte. Als Sophomore und Junior war er bei den Cougars auch Punter sowie als Senior Punt Returner. Mit den Cougars gewann er 2015 den Sun Bowl, ehe sie in den darauffolgenden zwei Jahren jeweils im Holiday Bowl unterlagen. In seiner Senior-Saison 2018 wurden sie angeführt von Quarterback Gardner Minshew Co-Meister der Pac-12 Norddivision und siegten im Alamo Bowl gegen die Iowa State Cyclones. Sweet diente dem Team dabei als Stammspieler auf der Position des Y-Receivers. In seinen vier Jahren am College kam Sweet in 50 Spielen zum Einsatz. Dabei fing er 139 Pässe für 1.454 Yards und fünf Touchdowns.
Im Frühling 2019 nahm Sweet an Rookie-Minicamps der Los Angeles Rams teil. 2020 war er zum XFL-Draft angemeldet, wurde jedoch von keinem Team ausgewählt. Anschließend wurde er von den Kirchdorf Wildcats aus der German Football League (GFL) verpflichtet, doch wurde die Saison 2020 aufgrund der Covid-19-Pandemie abgesagt.
Zur Saison 2022 der European League of Football (ELF) unterschrieb Sweet einen Vertrag beim spanischen Franchise Barcelona Dragons. Dort bildete er gemeinsam mit Quarterback Zach Edwards das statistisch beste Duo der Liga. So beendete Sweet die reguläre Saison als Führender in Receiving Yards, Receptions und Receiving Touchdowns. Für seine Leistungen wurde er in das erste All-Star Team gewählt sowie als Offensivspieler des Jahres ausgezeichnet. Mit den Dragons gewann Sweet die Southern Conference und zog ins Halbfinale ein, wo sie gegen den späteren Meister Vienna Vikings ausschieden. Im November 2022 wurde Sweet vom neu gegründeten ELF-Franchise Paris Musketeers verpflichtet.
Im Januar 2024 gab Sweet das Ende seiner Spielerkarriere bekannt.

## Statistiken

### NCAA
| Jahr                        | Team             | Spiele | Receiving | Receiving | Receiving | Receiving | Receiving |
| Jahr                        | Team             | Spiele | Rec       | Yds       | Avg       | TD        | Lng       |
| --------------------------- | ---------------- | ------ | --------- | --------- | --------- | --------- | --------- |
| European League of Football |                  |        |           |           |           |           |           |
| 2015                        | Washington State | 10     | 021       | 0222      | 10,6      | 0         | 36        |
| 2016                        | Washington State | 13     | 027       | 0357      | 13,2      | 3         | 50        |
| 2017                        | Washington State | 13     | 058       | 0533      | 09,2      | 2         | 38        |
| 2018                        | Washington State | 13     | 033       | 0342      | 10,4      | 0         | 27        |
| College Gesamt              | College Gesamt   | 49     | 139       | 1454      | 10,5      | 5         | 50        |
| Quellen: stats.ncaa.org     |                  |        |           |           |           |           |           |

### European League of Football
| Jahr                            | Team              | Spiele | Starts | Receiving | Receiving | Receiving | Receiving | Receiving | Receiving |
| Jahr                            | Team              | Spiele | Starts | Rec       | Tgt       | Yds       | Avg       | TD        | Lng       |
| ------------------------------- | ----------------- | ------ | ------ | --------- | --------- | --------- | --------- | --------- | --------- |
| European League of Football     |                   |        |        |           |           |           |           |           |           |
| 2022                            | Barcelona Dragons | 12     | 12     | 115       | 164       | 1.561     | 13,6      | 17        | 80        |
| 2023                            | Paris Musketeers  | 12     | 12     | 77        | 120       | 851       | 11,1      | 7         | 70        |
| ELF Gesamt                      | ELF Gesamt        | 24     | 24     | 192       | 284       | 2.412     | 12,6      | 24        | 80        |
| Quellen: sportsmetrics.football |                   |        |        |           |           |           |           |           |           |